# Bojana-kirken
Bojana-kirken (bulgarsk: Боянска църква, tr. Bojanska tsarkva) ligger i udkanten af Sofia, Bulgarien. Komplekset består af tre kirker. Den tidligste blev bygget i 900-tallet. Den næstældste stammer fra 1200-tallet. Freskoerne i denne, som blev malet i 1259, udgør én af de vigtigste samlinger af middelalderlige malerier. Den nyeste kirke er bygget i begyndelsen af 1800-tallet.
Kirken blev indskrevet på UNESCOs Verdensarvsliste i 1979.